# Krachi West
Krachi West är ett distrikt i Ghana.   Det ligger i regionen Voltaregionen, i den centrala delen av landet, 250 km norr om huvudstaden Accra.